# Hermann Osterloh
Hermann Osterloh (* 19. Juni 1886 in Bremen-Arsten; † 12. Oktober 1961 in Bremen) war ein deutscher Ortsamtsleiter und Politiker (KPD, SPD) aus Bremen und Mitglied der Bremischen Bürgerschaft.

## Biografie

### Ausbildung und Beruf
Osterloh erlernte den Beruf eines Landwirtes. Er arbeitete dann bei einem Straßen- und Tiefbauunternehmen. Er war Soldat im Ersten Weltkrieg und kehrte 1920 aus der Kriegsgefangenschaft zurück. Von 1928 bis 1934 arbeitete er bei einer Bremer Firma und war dort Betriebsrat. Er leitete von 1946 bis 1954 das Ortsamt von Hemelingen in Bremen.

### Politik
1905 trat Osterloh der Gewerkschaft bei. Er war seit 1908 bis zum Ende des Ersten Weltkrieges Mitglied der SPD. Im Herbst 1918 heiratete er pro forma die Kommunistin Hertha Gordon, welche damals als Sekretärin von Karl Radek tätig war. 
Zur Zeit der Weimarer Republik war er seit 1920 Mitglied der KPD in Bremen, die ihn als hauptamtlichen Sekretär für Landfragen einsetzte. Von 1922 bis 1928 war Osterloh für die KPD Mitglied der Bremischen Bürgerschaft. 1926 wurde er Organisationsleiter für den Bezirk Nordwest. Im Oktober 1928 wurde Osterloh, der dem sogenannten rechten Flügel der Partei zuneigte, nach der stalinistischen Wende der Partei unter der Führung Ernst Thälmanns aus der KPD ausgeschlossen.
Er trat 1930 wieder in die SPD ein, für die er ebenfalls in die Bremer Bürgerschaft gewählt wurde, sein Mandat aber nach Verwicklungen in den Konkurs der Bremer Beamtenbank aufgab. Ab 1933 leitete Osterloh eine SPD-Widerstandsgruppe gegen den Nationalsozialismus. Er wurde 1934 verhaftet und wegen angeblichen Hochverrats zu acht Jahren Zuchthaus verurteilt. 1943 wurde er entlassen. Der V-Mann-Führer der Gestapo, Heinrich Herrlein, gab später an, er habe Osterloh beim Reichssicherheitshauptamt in Berlin erfolgreich als V-Mann für Bremen reklamiert und bei der AG Weser untergebracht. Osterloh erklärte dazu 1947 in einem Schreiben an die Spruchkammer, er habe sich jeden Mittwoch bei Herrlein melden müssen.
Er war von 1947 bis 1951 für die SPD wieder Mitglied der Bürgerschaft und in verschiedenen Deputationen der Bürgerschaft tätig u. a. in der Baudeputation. Zugleich leitete er die sozialdemokratische Gruppe der politischen Verfolgten in Bremen.

### Ehrungen
- In Bremen-Hemelingen, Ortsteil Arbergen, wurde eine Straße nach ihm benannt.
- In der Ausstellung Polizei und Gewalt von 2011 wurde an ihn als Opfer der politischen Verfolgung beispielhaft erinnert.
- Der kleine Hermann-Osterloh-See in Bremen-Arbergen trägt seinen Namen